# Sainte-Croix-Vallée-Française
Sainte-Croix-Vallée-Française es una comuna francesa situada en el departamento de Lozère, en la región de Occitania.

## Demografía
| 251 | 277 | 299 | 307 | 312 | 279 | 269 |
| Para los censos de 1962 a 1999 la población legal corresponde a la población sin duplicidades (Fuente: INSEE [Consultar]) |     |     |     |     |     |     |